# دنس-پانک
دنس-پانک (همچنین با عنوان دیسکوپانک، پانک فانک یا تکنوپانک نیز شناخته می‌شود) یک ژانر پست-پانک است که در اواخر دهه ۱۹۷۰ ظهور کرد و ارتباط تنگاتنگی با حرکات پست-دیسکو و موج جدید دارد.